# Bistum Chikmagalur
Das Bistum Chikmagalur (lat.: Dioecesis Chikmagalurensis) ist eine in Indien gelegene römisch-katholische Diözese mit Sitz in Chikmagalur (Chikkamagaluru).

## Geschichte
Das Bistum Chikmagalur wurde am 16. November 1963 durch Papst Paul VI. mit der Apostolischen Konstitution Indicae regionis condicio aus Gebietsabtretungen des Bistums Mysore errichtet und dem Erzbistum Bangalore als Suffraganbistum unterstellt. Am 14. November 1988 gab das Bistum Chikmagalur Teile seines Territoriums zur Gründung des Bistums Shimoga ab.

## Territorium
Das Bistum Chikmagalur umfasst die Distrikte Chikkamagaluru und Hassan im Bundesstaat Karnataka.

## Bischöfe von Chikmagalur
- Alphonsus Mathias, 1963–1986, dann Erzbischof von Bangalore
- John Baptist Sequeira, 1987–2006
- Anthony Swamy Thomasappa, seit 2006